# Яворский, Феликс Леонидович
Фе́ликс Леони́дович Яво́рский (3 марта 1932, Сталинск, Западно-Сибирский край — 13 декабря 1983, Москва) — советский киноактёр.

## Биография
Феликс Яворский родился 3 марта 1932 года в городе Сталинске Западно-Сибирского края (ныне — Новокузнецк, Кемеровская область).
Окончил ВГИК (1954, мастерская народных артистов СССР В. В. Ванина и В. В. Белокурова).
В 1954 году по окончании института был принят в Театр-студию киноактёра.
В кино с 1953 года (дебют в кино — роль суворовца Саввы Братушкина в фильме «Честь товарища»).
С 1954 года работал на дубляже — был выдающимся мастером дублирования и закадрового озвучивания, озвучил более тысячи фильмов. Природа наделила Яворского уникальным и очень узнаваемым тембром: бархатным, с долей элегантной «породистой» шершавости. Профессиональное умение придавать голосу различные интонационные оттенки прекрасно ложилось не только на характер озвучиваемых персонажей, но и на их фактуру. У зрителей при просмотре фильмов зачастую исчезало ощущение, что это дубляж. Голосом Яворского говорили такие знаменитые актёры, как Марчелло Мастроянни, Шон Коннери, Тони Кёртис, Жан Рошфор, Кристофер Пламмер, Ричард Джонсон, Омар Шариф, Роберт Шоу, Питер О'Тул.
Член Союза кинематографистов СССР.
Скончался актёр 13 декабря 1983 года в Москве. Похоронен в Москве на Введенском (Немецком) кладбище (участок № 27) рядом с женой.

## Семья
Отец — Леонид Евгеньевич Яворский, работал инспектором Рабоче-крестьянской инспекции при Томском горкоме ВКП(б), умер в Сталинске от туберкулёза в 1938 году.
Мать — Барбара Карловна Яворская, родилась в Варшаве, окончила медицинский факультет Томского университета, перед войной работала заведующей неврологическим отделением городской больницы №1, участвовала в Великой Отечественной войне в качестве начальника передвижного госпиталя №3626 Первого Украинского фронта, майор медицинской службы.
Брат — Рэм Леонидович Яворский (1925—1995), историк и педагог, ректор Новокузнецкого педагогического института. Почётный гражданин города Новокузнецка.
Жена — Елена Георгиевна Ермакова (1926—1982), актриса Московского драматического театра имени М. Ермоловой. Познакомились в Одессе на съемках фильма «Запасной игрок». Похоронена в Москве на Введенском (Немецком) кладбище (участок № 27).
- Сын — Егор Феликсович Яворский (1959—2019), окончил географический факультет МГУ, но по специальности не работал. Был дважды женат, имел дочь.

## Фильмография

### 1950-е
- 1953 — Честь товарища — Савва Братушкин
- 1954 — Запасной игрок — Андрей Старкин, вратарь
- 1956 — Бессмертный гарнизон — Гоголев
- 1956 — Карнавальная ночь — руководитель хорового кружка — дирижёр «оркестра пенсионеров»
- 1956 — Павел Корчагин — Виктор Лещинский
- 1957 — Необыкновенное лето — Мамонтов
- 1957 — Семья Ульяновых — Александр Ульянов
- 1958 — Сержанты — курсант Пыжов
- 1959 — Я был спутником Солнца — безымянный космонавт

### 1960-е
- 1960 — Десять шагов к Востоку — журналист Малько
- 1960 — Рождённые жить — Арнольд
- 1961 — Битва в пути — парторг Чубасов
- 1961 — Двенадцать спутников — Игорь
- 1962 — Гусарская баллада — партизан Станкевич
- 1962 — Коллеги — спутник Инны
- 1962 — Человек первого века — начальник снабжения
- 1963 — Крыса на подносе — молодой человек
- 1963 — Тишина — эпизод
- 1964 — Палата — ординатор
- 1964 — Негасимое пламя — доктор
- 1964 — Сокровища республики — Егоршин
- 1964 — Я — Берёза — журналист
- 1965 — Дайте жалобную книгу — журналист в очках
- 1965 — Западня — Френк
- 1965 — Чёрный бизнес — Умновский
- 1966 — По тонкому льду — Геннадий Васильевич Безродный
- 1967 — Там, где длинная зима — Ардышкин
- 1968 — Зигзаг удачи — председатель тиражной комиссии
- 1968 — Крах — Дмитрий Философов
- 1969 — Старый знакомый — председатель горисполкома Владимир Михайлович Николаев

### 1970-е
- 1970 — Морской характер
- 1971 — Подвиг на шоссе (короткометражный) — Громов
- 1971 — Старики-разбойники — судья (в титрах не указан)
- 1972 — Визит вежливости — адмирал
- 1973 — Возле этих окон — Гурьев
- 1973 — Человек в штатском
- 1973 — Чёрный принц — прокурор
- 1974 — Совесть — следователь прокуратуры Владимир Котов
- 1974 — Фронт без флангов — начальник разведки
- 1976 — Преступление — обвинитель
- 1978 — Живите в радости — Владимир Николаевич Куманьков

### 1980-е
- 1980 — Жизнь прекрасна | La Vita e bella — пастор
- 1980 — Синдикат-2
- 1980 — Контрольная полоса
- 1983 — Тайна виллы «Грета»

### Озвучивание советских фильмов
- 1965 — Чинара на скале —  Ильяс (роль Нурмухан Жантурина)
- 1967 Сергей Лазо — Сергей Лазо (роль Р. Адомайтиса)
- 1968 Не горюй! — Алекс Ишхнели (роль М. Кокочашвили)
- 1970 Подсолнухи | I Girasoli (СССР, Италия, Франция)
- 1972 Руслан и Людмила — Руслан (роль Валерия Козинца)
- 1973 Всадник без головы (СССР, Куба)
- 1973 Насими — Ширваншах Ибрагим (роль С. Рзаева)
- 1977 Мачеха Саманишвили — Кириле Миминашвили (роль Нодара Чачанидзе)
- 1977 Транссибирский экспресс — закадровый перевод казахских и японских диалогов
- 1978 Дознание пилота Пиркса — командор Пиркс (роль Сергея Десницкого)
- 1979 Карл Маркс. Молодые годы — Арнольд Руге (роль Ю. Будрайтиса)
- 1980 Жизнь прекрасна | La Vita e bella (СССР, Италия) — Гомес (роль Ю. Будрайтиса)
- 1980 Я ещё вернусь — Беюк-бек (роль Г. Турабова)
- 1981 Американская трагедия — Самюэль Грифитс (роль Р. Сипариса)
- 1981 Кольцо из Амстердама — Шеф ЦРУ, закадровый перевод.
- 1981 Ответный ход — Контр-адмирал Губанов (роль Лаймонаса Норейка).
- 1982 Нежность к ревущему зверю — Разумихин (роль В. Сафонова)
- 1982 Случай в квадрате 36-80 — дубляж (роль Закадровый перевод американских военных)
- 1983 Оборотень Том — Фелсберг (роль Ю. Леяскалнса)
- 1983 Мираж — Фрэнк Морган (роль Р. Адомайтиса)
- 1983 Послесловие — голос по телефону, коллега зятя

### Дублирование иностранных фильмов
- 1952 Скарамуш | Scaramouche (США)
- 1952 Огни рампы | Limelight (США)
- 1955 Большие манёвры | Les Grandes Manoeuvres (Франция)
- 1956 Вокруг света в 80 дней | Around the World in Eighty Days (США)
- 1958 Пепел и алмаз | Popiol i diament (Польша)
- 1958 Мы — вундеркинды | Wir Wunderkinder (ФРГ)
- 1959 В джазе только девушки | Some Like It Hot (США)
- 1960 Спартак | Spartacus (США)
- 1960 Капитан | Le Capitan (Франция, Италия)
- 1961 Нюрнбергский процесс | Judgement at Nurnebrg (США)
- 1962 300 спартанцев | 300 Spartans (США)
- 1962 Два господина N | Dwaj panowie 'N' (Польша) — Ян Дзеванович
- 1962 Дьявол и десять заповедей | Le Diable et les dix commandements (Франция, Италия)
- 1962 — Тудор (Румыния) — Тудор Владимиреску
- 1963 Клеопатра | Cleopatra (США, Великобритания, Швейцария)
- 1963 Чёрные очки | El Naddara el sawdaa (Египет)
- 1963 Особняк на Зелёной | Ostatni kurs (Польша)
- 1964 Анжелика, маркиза ангелов | Angelique, marquise des anges (Италия, Франция, ФРГ)
- 1964 Пир хищников | Le Repas des fauves (Франция, Италия, Испания)
- 1965 Разиня | Le Corniaud (Франция, Италия)
- 1965 Гром небесный | Le Tonnerre de Dieu (Франция, Италия, ФРГ)
- 1965 Воздушные приключения | Those Magnificent Men in Their Flying Machines or How I Flew from London to Paris in 25 hours 11 min (Великобритания, США)
- 1965 Король Дроздобород | König Drosselbart (ГДР) — Король Дроздобород (роль Манфреда Круга)
- 1965 Звуки музыки | The Sound of music (США)
- 1965 Свет за шторами | Fény a redőny mögött (Венгрия)
- 1965 Анжелика в гневе (другое название «Великолепная Анжелика») | Merveilleuse Angelique (Франция, Италия, Германия)
- 1966 Операция «Святой Януарий» | Operazione San Gennaro (Германия, Италия, Франция)
- 1966 Ресторан господина Септима | Le grand restaurant (Франция)
- 1966 Лекарство от любви | Lekarstwo na milosc (Польша)
- 1966 Как украсть миллион | How to Steal a Million (США)
- 1966 Марыся и Наполеон | Marysia i Napoleon (Польша)
- 1966 Нагая пастушка | Nahá pastýrka (ЧССР)
- 1966 Анжелика и король | Angelique et Le Roi (Франция, Италия, ФРГ)
- 1969 Золтан Карпати / Kárpáthy Zoltán (Венгрия)
- 1968 Женщины и берсальеры | Donne… botte e bersaglieri (Италия)
- 1967 Вестерплатте | Westerplatte (Польша)
- 1967 Фантомас против Скотланд-Ярда | Fantômas contre Scotland Yard (Франция-Италия)
- 1967 Прекрасные времена в Шпессарте (ФРГ)
- 1968 Прерия | La Prairie (Франция, Румыния)
- 1968 Ромео и Джульетта | Romeo and Juliet (Великобритания-Италия)
- 1968 Колонна | Columna (Румыния, ФРГ, Италия)
- 1969 Золото Маккенны | Mackenna’s Gold (США)
- 1969 Цветок кактуса | Cactus Flower (США)
- 1969 Профессор преступного мира | Az alvilág professzora (Венгрия)
- 1969 Преданность | Aradhana (Индия)
- 1969 Замороженный | Hibernatus (Франция, Италия)
- 1969 Приключения на берегах Онтарио | Aventure en Ontario (Франция, Румыния)
- 1970 Смертельная ошибка | Tödlicher Irrtum (ГДР, Болгария, Польша)
- 1970 Михай Храбрый | Mihai Viteazul (Румыния, Франция, Италия)
- 1970 Локис «Рукопись профессора Виттенбаха» | Lokis (Польша)
- 1971 Генералы песчаных карьеров | The Sandpit Generals (США)
- 1972 Зита и Гита | Seeta aur Geeta (Индия)
- 1972 Дело Церник | Leichensache Zernik (ГДР)
- 1972 Секрет великого рассказчика | Tajemství velikeho vypravece (ЧССР)
- 1972 Новые центурионы | The New Centurions (США)
- 1972 Чистыми руками | Cu mainile curate (Румыния)
- 1972 Об убийстве на первую полосу | Sbatti il mostro in prima pagina (Франция, Италия)
- 1973 Убийство Маттеотти | Il Delitto Matteotti (Франция, Италия)
- 1973 Последний патрон | Ultimul Cartus (Румыния)
- 1973 День дельфина | The Day of the Dolphin (США)
- 1973 Секрет племени Бороро | Akce Bororo (ЧССР)
- 1974 Капкан | Capcana (Румыния)
- 1974 Бессмертные | Nemuritorii (Румыния)
- 1974 Я вернусь к тебе | Bedur (Египет)
- 1974 Пираты Тихого океана | Deux ans de vacances (Франция, Германия, Румыния, Бельгия, Швейцария)
- 1974 Убийство в «Восточном экспрессе» | Murder on the Orient express (Великобритания)
- 1975 Три дня кондора | Three Days of the Condor (США)
- 1975 Побег | Breakout (США)
- 1975 Зорро | Zorro (Франция, Италия)
- 1976 Большое приключение Зорро | La Gran Aventura Del Zorro (Мексика)
- 1976 Наваждение | Obsession (США)
- 1976 Опасная погоня | Kimi yo funme no kawa o watare (Япония)
- 1976 Гнездо саламандр | Cuibul salamandrelor (Италия, Румыния)
- 1976 Пятая печать | Az Otodik Pecset (Венгрия)
- 1977 Бездна | The Deep (США)
- 1977 Каскадёры | Stunts (США)
- 1977 Легенда о динозавре | Kyôryuu: Kaichô no densetsu (Япония)
- 1977 Я боюсь | Io ho paura (Италия)
- 1978 Гибель мадам Леман | L’Ordre et la sécurité du monde (США, Франция)
- 1979 Кто есть кто | Flic ou voyou (Франция)
- 1979 Спасите «Конкорд»! | Concorde Affaire '79 (Италия, Дания)
- 1979 Горо | Ôgon no inu (Япония)
- 1979 Тайна мотеля «Медовый месяц» | Fleisch (ФРГ)
- 1979 Правосудие для всех | …And Justice for All (США)
- 1979 Похищение по-американски | The Fantastic Seven (США)
- 1979 Жандарм и инопланетяне |  Le Gendarme Et Les Extra-Terrestres (Франция)
- 1980 Как надуть адвоката | Jak napalit advokata (ЧССР)
- 1981 Чёрная мантия для убийцы | Une robe noire pour un tueur (Франция)
- 1981 Шантаж | Santaj (Румыния)
- 1981 Этот грустный весёлый цирк | Saltimbancii (Румыния)
- 1981 Дива | Diva (Франция)
- 1981 Сезон мира в Париже | Sezona mira u Parizu (Франция, Югославия)
- 1982 Комиссар полиции и малыш | Duelul (Румыния)
- 1982 Знахарь | Znachor (Польша)
- 1982 Тысяча миллиардов долларов | Mille milliards de dollars (Франция)
- 1982 Тутси | Tootsie (США)

### Озвучивание мультфильмов
- 1975 — Достать до неба — папа Жени (в титрах не указан)
- 1978, 1980 — На задней парте — учитель
- 1980 — Лебеди Непрядвы — читает текст